# James Bowie
James Bowie (Kentucky, 10 de abril de 1796 — El Álamo, 6 de marzo de 1836), conocido también como Jim Bowie, fue un aventurero y mercenario estadounidense.

## Infancia y primeros negocios
Nacido en el condado de Logan (Kentucky) el 10 de marzo de 1796. su familia se trasladó a Misuri en 1800, cuando él sólo contaba con cuatro años, en un momento en que este estado era dominio de la Corona española, mudándose de nuevo en 1801 a Luisiana. Su niñez y adolescencia fueron las de la dura vida de los colonos, mostrándose como gran cazador, pero también como un camorrista que abusaba de un físico privilegiado (medía más de 1.80 metros y pesaba más de 80 kilos).
Junto con sus hermanos, se dedicó a la trata de esclavos en el Caribe y el bajo Misisipi, donde su manejo del cuchillo le hizo ganar cierta fama en los bajos fondos. El dinero de este comercio lo invirtió en la especulación de tierras a finales de los años 1820, siendo respaldado por socios capitalistas.

## Establecimiento en Texas
Siguiendo con el lucrativo negocio de la especulación de tierras para colonos, se trasladó a Texas, que era un estado mexicano, en 1830, logrando el apoyo de las principales familias de San Antonio, gracias al cual pudo intervenir en la ley de inmigración mexicana y consiguiendo la concesión de miles de hectáreas en términos sospechosos. Su posición privilegiada la consolidó mediante el matrimonio con Úrsula de Veramendi, hija de una persona destacada local.
Sus nuevos contactos no hicieron que se desvinculara de sus socios de Misisipi, por lo que viajaba a menudo a Natchez para reunirse con ellos.

## Guerras en México y El Álamo

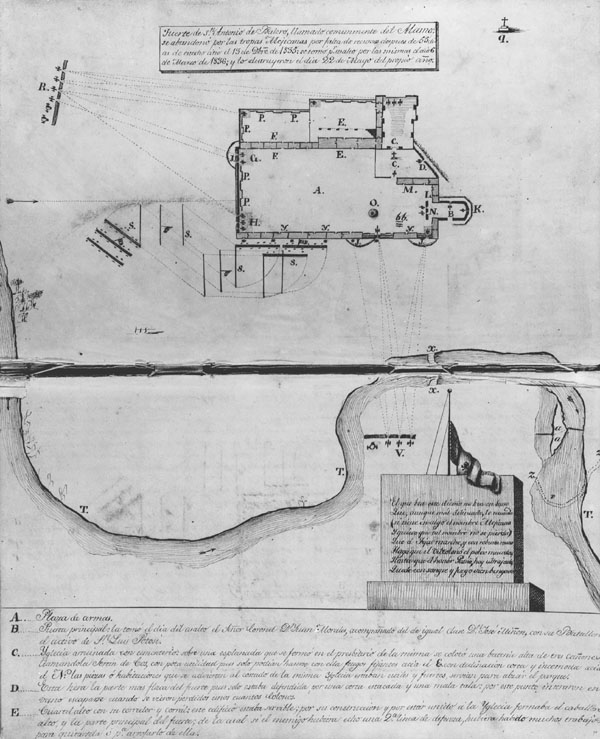
Plano manuscrito de El Álamo elaborado por el oficial José Juan Sánchez Navarro en 1836.

En 1832, participó en los disturbios que se produjeron en Nacogdoches, y en 1833 participó como mercenario en la guerra que se produjo entre las ciudades del estado mexicano de Coahuila: Saltillo y Monclova, a favor de esta última. Su recompensa se tradujo en importantes negocios de tierras en este estado. Sin embargo, el establecimiento de nuevas políticas de tierras por parte de Antonio López de Santa Anna, que impedían la especulación chocaron frontalmente con los intereses de Bowie, quien se convirtió en adversario de Santa Anna de inmediato.
Estas nuevas políticas respecto de la independencia de Texas respecto de México y su inclusión en los estados que ya conformaban Estados Unidos, pues esperaba leyes más permisivas.
En 1835, fue uno de los líderes de las tropas separatistas frente a las mexicanas, distinguiéndose en varios combates y obteniendo el ascenso a coronel de voluntarios, pero sin ingresar en el ejército regular de los sublevados. En 1836, se unió a las tropas dedicadas a fortificar la misión cercana a San Antonio conocida como El Álamo, en espera de la probable llegada de tropas mexicanas para reconquistar Texas. Fue uno de los que abogaron por la resistencia ante el jefe de la guarnición, coronel Neill, en contra de las órdenes de Houston de retirarse y destruir las fortificaciones por considerar que no podrían resistir un ataque del ejército mexicano, como sucedió finalmente. Cuando el coronel Neill tuvo que ausentarse por motivos familiares, Bowie disputó el mando de la plaza al teniente coronel Travis, quedando al final este último como jefe de las fuerzas regulares y Bowie de los voluntarios. 
Durante el sitio de la misión por parte de las tropas de Santa Anna (del 23 de febrero al 6 de marzo de 1836) cayó gravemente enfermo. La tradición estadounidense afirma que murió luchando en su cama de la enfermería durante el asalto final, según algunas versiones disparando contra ellas o peleando con su cuchillo, mientras que otras fuentes aseguran que murió en el lecho cosido a bayonetazos o incluso que pudo morir a causa de tuberculosis (algunos sugieren que fue de tifoidea) horas antes de la batalla. Dado que los asaltantes mexicanos mataron a todos los heridos y enfermos de la misión, así como a los médicos y enfermeros, no es posible determinar si su deceso se produjo en ese momento o se había producido anteriormente.
Es considerado uno de los "héroes" de El Álamo y su mitificación hizo que diera nombre a un tipo de gran cuchillo: el cuchillo Bowie.

## El cuchillo Bowie
En Estados Unidos está muy extendida la creencia de que Bowie, pese a estar enfermo se defendió con el cuchillo que lleva su nombre cuando las tropas mexicanas irrumpieron en la enfermería; la teoría parece menos probable (teniendo en cuenta la gravedad de su estado y que los asaltantes iban armados con fusiles con bayonetas, poco uso podría hacer de su cuchillo) que otras versiones que afirman que utilizó dos pistolas, o que simplemente fue muerto a bayonetazos en su lecho de enfermedad sin poder siquiera defenderse por su estado, o incluso que podría haber fallecido por la enfermedad horas antes del asalto y los soldados mexicanos atravesaron un cuerpo ya sin vida.
El origen de esta teoría se basa en la fama que llegó a adquirir la habilidad de Bowie con el cuchillo, que se inició cuando lo utilizó durante un duelo seguido de una reyerta generalizada en Sandbar, y que luego se iría propagando por la destreza que demostró en varios combates. El cuchillo que utilizaba medía 9,25 pulgadas (23,5 cm) de largo y 1,5 pulgadas (3,8 cm) de ancho.

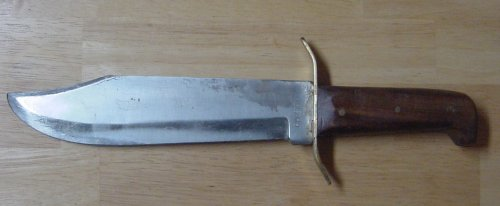
Un Cuchillo Bowie.

El cantante británico de Rock David Bowie decidió utilizar este nombre artístico en lugar de su nombre original David Robert Jones, supuestamente en homenaje al famoso cuchillo y para diferenciarse del también cantante Davy Jones, del popular grupo estadounidense The Monkees.